# Ана Пајванчић Цизељ
Ана Пајванчић Цизељ (Нови Сад, 1980) српски је социолог, доцент Филозофског факултета у Новом Саду.
Ауторка је две монографије и више од 50 научних радова у домаћим и страним часописима. Течно говори немачки, руски и енглески језик.

## Образовање
Ана Пајванчић Цизељ се формално школовала у области социологије на Филозофском факултету Универзитета у Новом Саду, где је дипломирала 2008. године, мастер студије завршила 2009. и докторске 2015. на Одсеку за социологију поменутог факултета.
Одмах након дипломирања, добила је посао на том факултету, а након докторирања, од 2016. године добила је звање доцента.
Неформално алтернативно образовање је стекла на Европским студијама на Универзитету у Новом Саду 2003. године. Похађала је једногодишњи курс код др Зорана Миливојевића од септембра 2003. до септембра 2004. године, везан за трансакциону анализу, а у институцији Завода за равноправност полова, где је стекла сертификат у области Европске уније и родне равноправности 2007. године.

## Каријера
Као предавач основних студија, предавала је предмете: социологију града, социологију окружења, социологију рода, глобални урбани процеси, екологију града. На мастер студијама, предавач је везано за урбана друштва: савремени проблеми, а на докторским студијама: социологију града и социологију окружења.
Бави се истраживањима у области социологије града, окружења и рода као и темама које се налазе на пресеку ових дисциплина (урбана екологија, глобалне и феминистичке урбане студије, одрживи урбани развој, урбани покрети и слично). У последње време посебно се бави урбаним наслеђем, глобалним урбаним процесима и интер-урбаним мрежама на Балкану и европској (полу)периферији. Учествовала је на више од десет научно-истраживачких и стручних пројеката као руководилац и/или члан пројектног тима.